# 코소보의 경제
코소보의 경제는 과도기 경제이다. 코소보는 1960년대와 1970년대에 일련의 연방 개발 보조금을 받은 후에야 설립된 현대 경제를 가진 구 유고슬라비아에서 가장 가난한 주였다.
1990년대에는 도의 자치기관 폐지가 이어지면서 경제정책 부진과 국제제재, 대외무역과 금융에 대한 접근성 부족, 민족갈등이 이어졌다. 이러한 요인들은 가뜩이나 취약한 경제에 심각한 손상을 입혔다. 2008년 독립 선언 이후 코소보 경제는 매년 성장해 왔으며, 세계 금융 위기의 영향은 상대적으로 적었다. 그것의 미래 잠재력에는 많은 약점들이 있는데, 그것들 중 많은 것들이 국제적으로 논란이 되고 있는 위상과 관련이 있다. 그러나 여기에는 매우 낮은 수준의 정부 부채(역사적 부채의 대부분은 여전히 세르비아에 의해 지불되기 때문에), 미래 부채, 그리고 은행 시스템의 강점(생산적인 대출을 위해 이것을 사용하는 데 남아 있는 장애물에도 불구하고)을 포함한 잠재적 강점도 있다.
코소보는 여전히 유럽에서 가장 가난한 지역 중 하나로 남아 있는데, 세계은행에 따르면 인구의 45%가 공식적인 빈곤선 아래에 살고 있고, 17%는 극도로 가난하다.

## 에너지

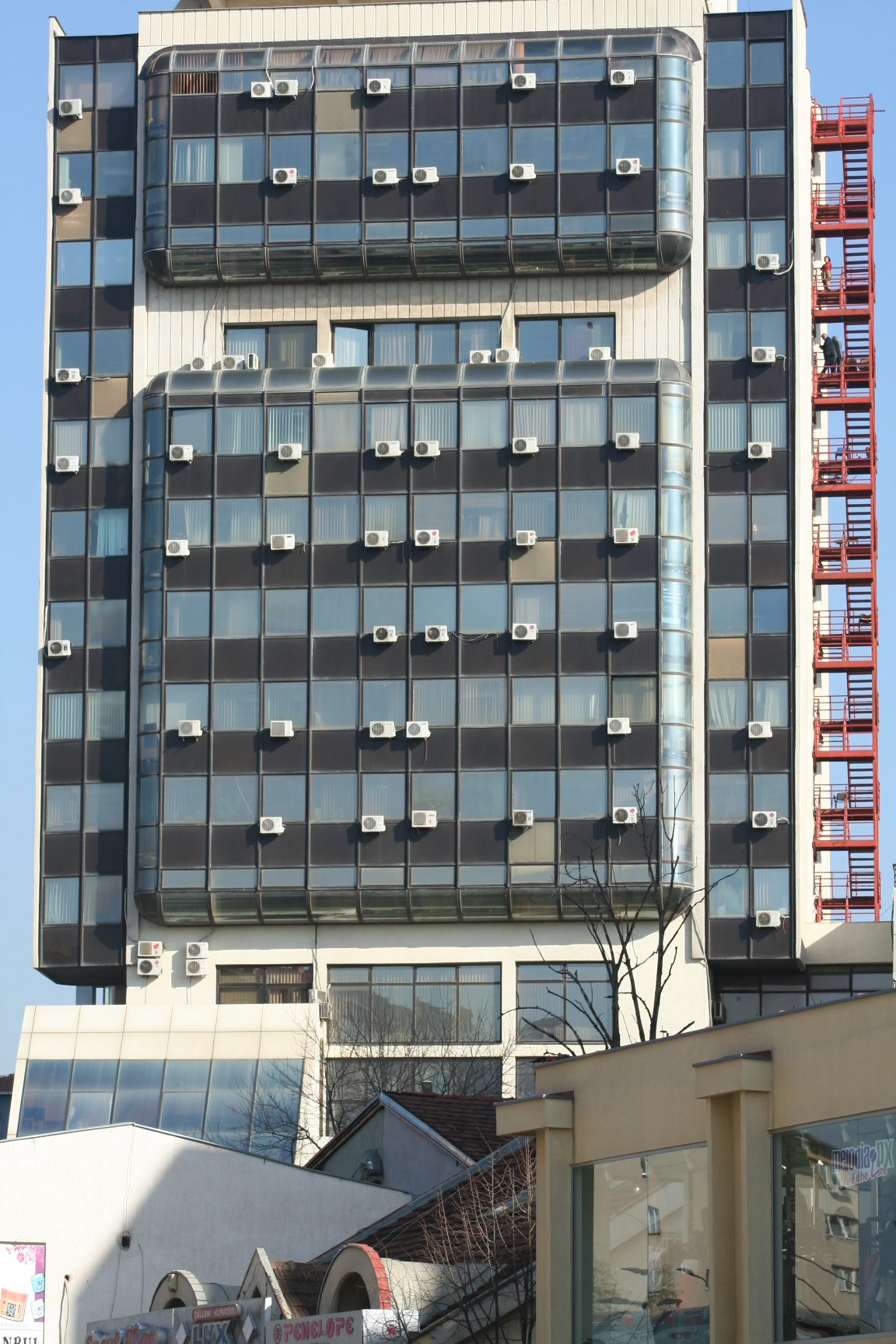
코소보 에너지 코퍼레이션(KEK)의 본관이다. KEK는 현재 코소보 공화국의 유일한 권력기관이다.

코소보 에너지 회사는 현재 코소보의 유일한 전력 회사이다. 그것은 수직적으로 통합되었고 2005년 말에 합법적으로 통합되었다. 광대한 갈탄광상 147억 톤에 의존하고 있으며, 갈탄의 발열량이 상대적으로 높으며, 현재 민영화 과정에 있다. 2009년, 라그나이트 발전 (4,656 GWh), 수입 (611 GWh), 수력 (121 GWh)이 수요를 충족시켰다.
유고슬라비아 시대에 코소보는 순수 전력 수출국이었다. 그러나 그것의 현재 발전 용량은 많은 요인의 영향을 받았다. 이 발전 장치는 30년 동안 설계되었지만 모두 28년 이상, 경우에 따라서는 50년 동안 작동했다. 그것들은 지역적인 경제적 결과 없이 유지보수를 위해 폐쇄될 수 있는 훨씬 더 넓은 통합 에너지 시스템의 일부였다. 1989년부터 1999년까지 유지보수가 줄어들었고, 1990년에 전문직(알바니아) 근로자들이 해고되었고, 1999년에 전문직(세르브) 근로자들이 떠났다.
유통 또한 어려움을 겪었다. 북부 (세르비아 다수) 자치단체들은 남부 세르비아 다수 지역에서 1999년~2007년 동안 대부분 그랬듯이 코소보 에너지 회사로부터 지불을 받을 능력 없이 전기를 공급받았다. 세르비아에서 북마케도니아로 코소보를 통한 전력 송전은 지위 분쟁 때문에 코소보에게 어떠한 수입도 만들어내지 못했다.

## 천연 자원
코소보는 천연 자원이 풍부하고 역사적으로 중요한 광산 중심지였다. 코소보에는 납, 아연, 은, 니켈, 코발트, 구리, 철, 보크사이트가 많이 매장되어 있다. 또한 140억 톤의 리그나이트가 매장되어 있는 것으로 추정된다. 캐나다 회사인 아브루파 미네럴즈 Ltd는 2011년 여름에 시작될 것으로 예상되는 3년간의 채굴 프로그램에 대한 권리를 획득했다. 2005년 세계은행은 코소보의 광물량을 135억 유로로 추산했다. 그러나 코소보는 동남유럽 기준에 따라 인구와 건물 밀도가 높으며, 수용 가능한 환경 비용으로 이러한 자원의 완전한 개발이 쉽지 않을 수 있다.

## 와인
와인은 코소보에서 역사적으로 생산되었다. 유고슬라비아 시대에 코소보주는 연방에서 가장 큰 포도주 생산지 중 하나였다. 1989년에 코소보는 독일에만 4천만 리터의 와인을 수출했다. 코소보의 자치와 그 이후의 전쟁 이후 정치적 불안정은 1990년대에 와인 산업의 붕괴와 와인 제조 기반 시설의 많은 파괴를 초래했다. 와인 생산은 그 이후로 회복되고 있다. 코소보 와인 산업의 중심지는 오라호바크이며, 수백만 리터의 와인이 생산된다. 코소보에서 생산되는 주요 포도주로는 피노 누아르, 메를로, 샤르도네 등이 있다. 코소보는 최근 독일과 미국에 와인을 수출하고 있다.

## 무역
코소보는 소규모 개방 경제이며 주로 수출보다 더 많은 상품과 서비스를 수입한다. 그것은 무역 자유화를 위해 헌신한다. 지역 및 광범위한 무역 촉진 메커니즘에 대한 참여는 코소보 기관의 주요 정책 목표 중 하나였다. 자유화된 무역을 통해 코소보에서의 무역을 증진시키려면 수입 합리화와 대체, 무역 촉진과 수출 촉진이라는 세 가지 측면이 있어야 한다. 이것은 국내 시장에서의 경쟁력과 해외 시장에서의 경쟁력을 동등하게 중요시하는 유엔 무역 개발 회의 통합 수출 전략이다.
코소보의 가장 큰 수출 시장은 이탈리아 (평균 8,400만 유로), 알바니아 (3,400만 유로), 북마케도니아 (3,100만 유로), 독일 (2,400만 유로)이다. 수입품은 대부분 유럽 연합과 중앙유럽 자유 무역 협정 국가들이다. 북마케도니아는 코소보에서 가장 큰 수출국이며, 독일 (2억 9,300만 유로), 세르비아 (2억 5,500만 유로), 터키 (1억 8,400만 유로)가 뒤를 잇는다. 2011년 12월까지의 수출은 3억 1천 9백만 유로에 달했고, 24억 9천만 유로의 상당한 수입에 의해 지배되었다. 이는 2010년 같은 기간에 비해 수출은 7.8%, 수입은 15.5% 증가한 것이다.
대외 무역은 2011년 12월 21,170억 유로의 순 적자를 보여 2010년 같은 기간에 비해 3억 2,200만 유로가 증가했다. 코소보가 직면하고 있는 최악의 문제 중 하나는 부정적인 무역 균형인데, 이것은 코소보 북부의 불법 단체들이 주도하는 높은 수준의 비공식 경제 활동과 통제되지 않는 암시장으로 인해 더 악화된다. 수출은 주로 원자재가 주도하고 있다 코소보의 자유 무역 체제는 단순성과 중립성으로 특징지어지는데, 민간 부문 주도 성장을 촉진하고 건전한 수출을 위한 조건을 만드는 데 중요한 것으로 여겨지는 주요 특징들이다. 그러나 무역 자유화가 신흥 국내 생산 부문의 경쟁력 향상을 동반하지 않았기 때문에, 코소보는 엄청난 무역 적자에 직면하고 있다.
2009년 6월, 코소보는 세계은행과 국제 통화 기금에 가입했고, 코소보는 구 유고슬라비아의 부채에 대한 상환을 시작했다. 코소보의 지역 경제 구조에 코소보를 통합하기 위해, 유엔 코소보 임시행정대표부는 2006년 중앙유럽 자유 무역 협정에 서명했다. 세르비아와 보스니아 헤르체고비나는 이전에 중앙유럽 자유 무역 협정에 따라 코소보의 관세 인지를 인정하거나 코소보 제품에 대한 관세 인하 특권을 연장하는 것을 거부했지만, 2011년 두 나라는 코소보와의 무역을 재개했다.